# Club Can't Handle Me
Singles par Flo Rida
iYiYi
(2010) You Make the Rain Fall
(2010)
Singles par David Guetta
Commander
(2010) Who's That Chick?
(2010)
Club Can't Handle Me est une chanson du rappeur américain Flo Rida avec la participation de David Guetta et Fred Rister, sortie en 2010. Lors du refrain, il est possible d'entendre la voix de Nicole Scherzinger faisant les chœurs. Le single se vend à six millions d'exemplaires et atteint le haut des classements au Royaume-Uni.

## Liste des pistes
| 1. | Club Can't Handle Me                                 | 3:53 |
| 2. | Fresh I Stay                                         | 3:05 |
| 3. | Club Can't Handle Me (Sidney Samson Remix)           | 6:04 |
| 4. | Club Can't Handle Me (Ridney Vocal Remix)            | 6:10 |
| 5. | Club Can't Handle Me (Felguk Remix)                  | 5:51 |
| 6. | Club Can't Handle Me (Manufactured Superstars Remix) | 5:15 |
| 7. | Club Can't Handle Me (Fuck Me I'm Famous Remix)      | 4:54 |

| 1. | Club Can't Handle Me | 3:53 |
| 2. | Fresh I Stay         | 3:05 |

## Classements et certifications
| Classement (2010)                       | Meilleure position |
| --------------------------------------- | ------------------ |
| Australie (ARIA)                        | 3                  |
| Autriche (Ö3 Austria Top 40)            | 3                  |
| Belgique (Flandre Ultratop 50 Singles)  | 5                  |
| Belgique (Wallonie Ultratop 50 Singles) | 4                  |
| Canada (Hot 100)                        | 4                  |
| République tchèque                      | 4                  |
| Danemark (Tracklisten)                  | 21                 |
| Europe (Hot 100)                        | 4                  |
| Finlande (Suomen virallinen lista)      | 5                  |
| France (SNEP Téléchargement)            | 5                  |
| Allemagne (Media Control AG)            | 4                  |
| Hongrie (Rádiós Top 40)                 | 2                  |
| Irlande (IRMA)                          | 1                  |
| Italie (FIMI)                           | 7                  |
| Pays-Bas (Nederlandse Top 40)           | 2                  |
| Pays-Bas (Single Top 100)               | 2                  |
| Nouvelle-Zélande (RMNZ)                 | 3                  |
| Norvège (VG-lista)                      | 7                  |
| Pologne (Dance Top 100)                 | 26                 |
| Pologne (Airplay Top 5)                 | 1                  |
| Roumanie (Romanian Top 100)             | 10                 |
| Écosse (OCC)                            | 1                  |
| Slovaquie (IFPI Rádio)                  | 8                  |
| Espagne (PROMUSICAE)                    | 4                  |
| Suède (Sverigetopplistan)               | 11                 |
| Suisse (Schweizer Hitparade)            | 3                  |
| Royaume-Uni (UK Dance Chart)            | 1                  |
| Royaume-Uni (UK Singles Chart)          | 1                  |
| États-Unis (Hot 100)                    | 9                  |
| États-Unis (Pop Airplay)                | 7                  |
| États-Unis (Rap Songs)                  | 12                 |

| Classement (2010)              | Meilleure position |
| ------------------------------ | ------------------ |
| Australie (ARIA)               | 18                 |
| Canada (Billboard Hot 100)     | 22                 |
| Pays-Bas Singles Chart         | 44                 |
| Europe (Hot 100)               | 28                 |
| Allemagne (Media Control AG)   | 31                 |
| Hongrie (Airplay Chart)        | 26                 |
| Italie Singles Chart           | 61                 |
| Nouvelle-Zélande Singles Chart | 24                 |
| Roumanie (Top 100)             | 78                 |
| Espagne Singles Charts         | 25                 |
| Royaume-Uni Singles Chart      | 20                 |
| États-Unis (Billboard Hot 100) | 40                 |

| Pays             | Certification |
| ---------------- | ------------- |
| Australie        | 3 × Platine   |
| Belgique         | Or            |
| Allemagne        | Or            |
| Italie           | Or            |
| Nouvelle-Zélande | Or            |
| Espagne          | Or            |
| États-Unis       | Platine       |
| Canada           | Platine       |